# Agave attenuata
Agave attenuata là một loài thực vật có hoa trong họ Măng tây. Loài này được Salm-Dyck mô tả khoa học đầu tiên năm 1834.

## Hình ảnh

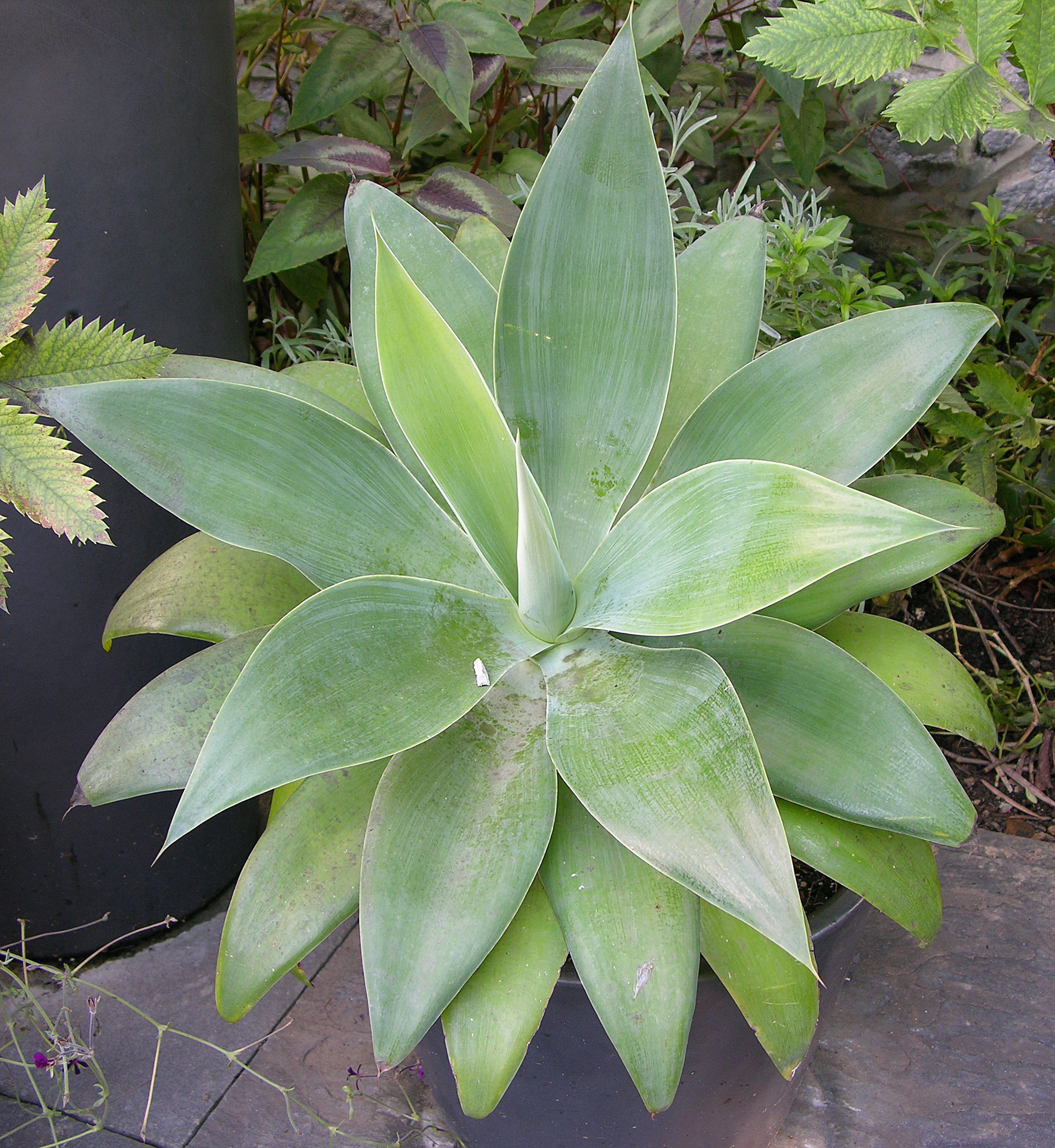
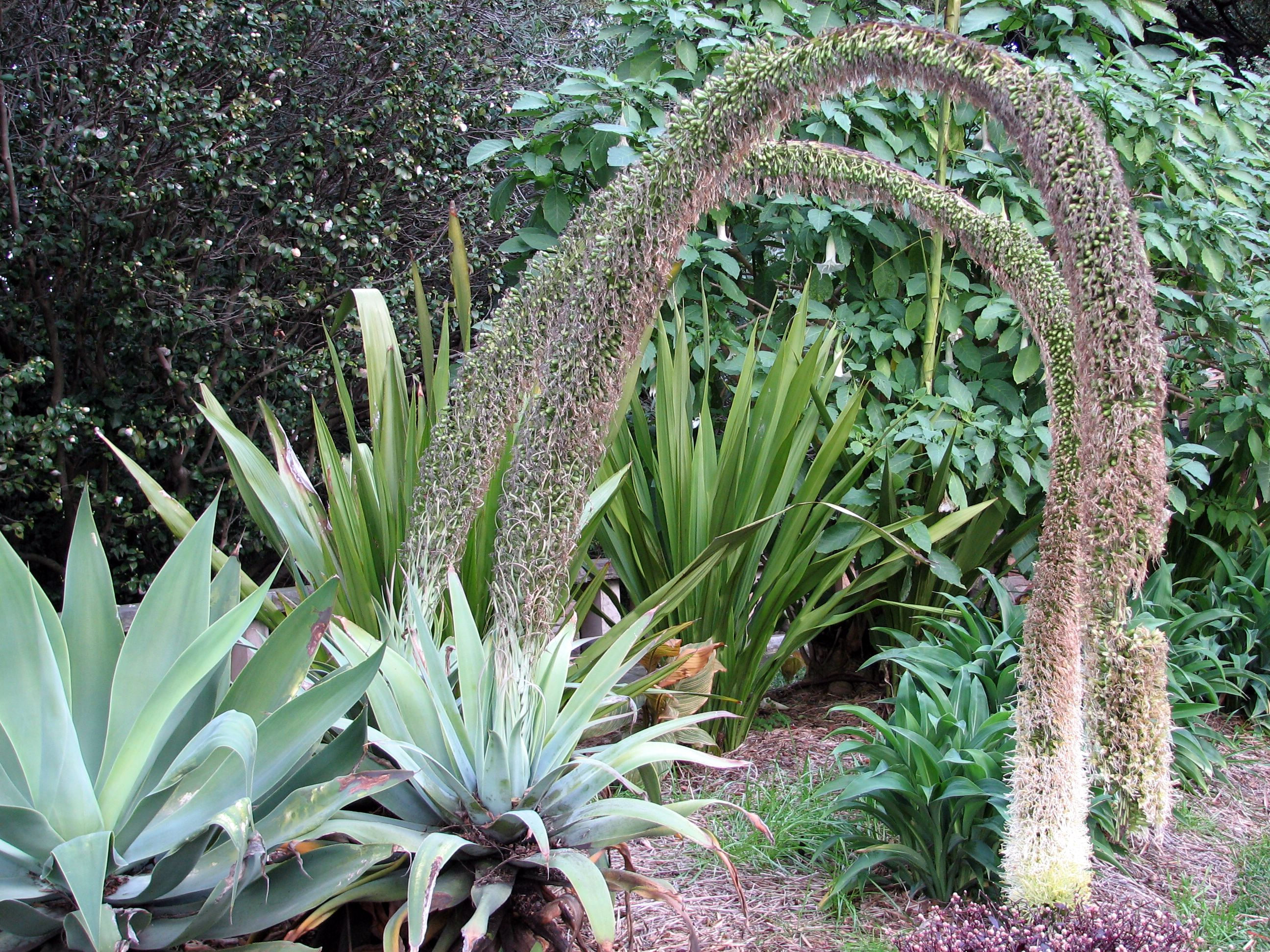
Hoa
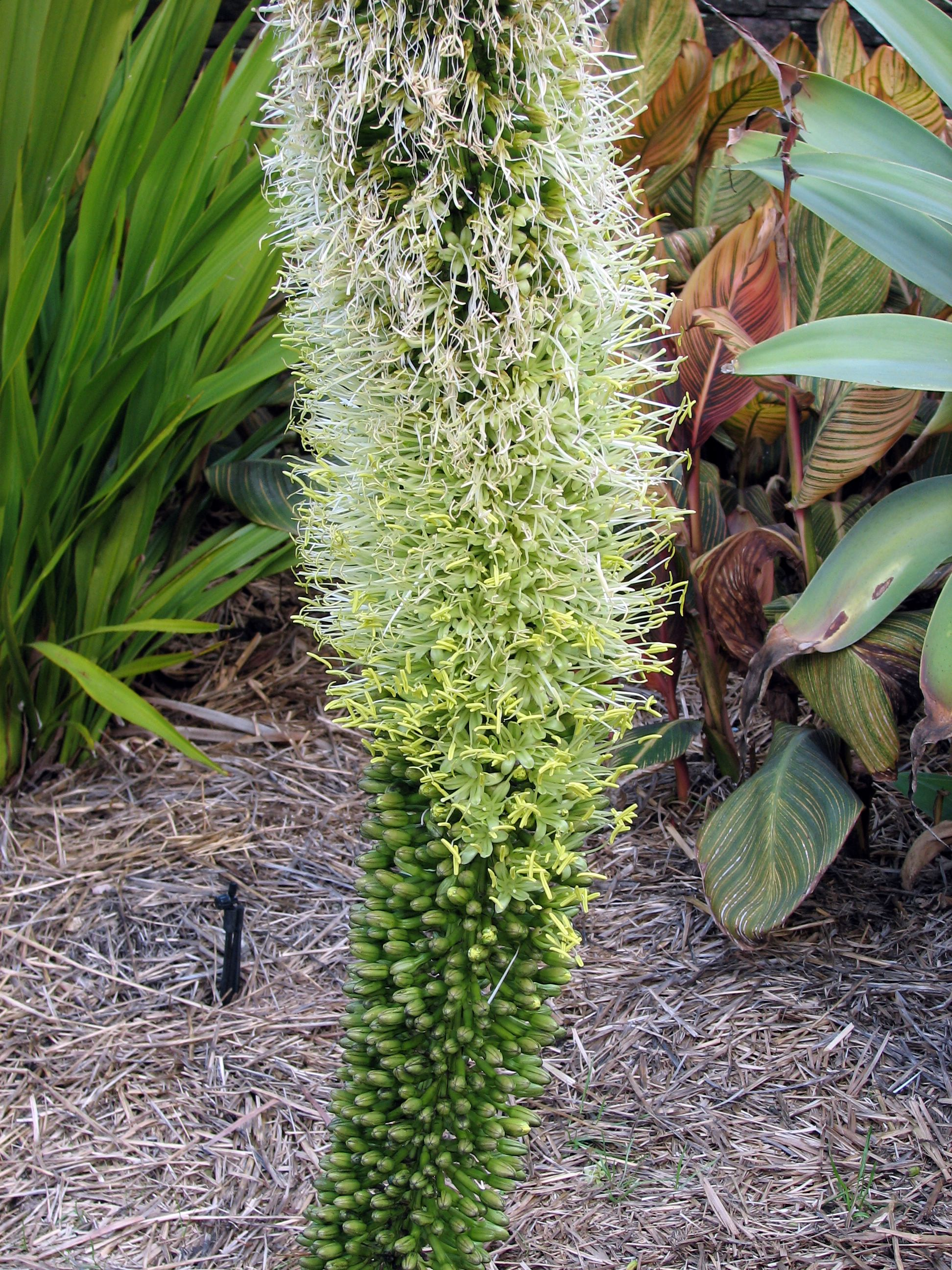
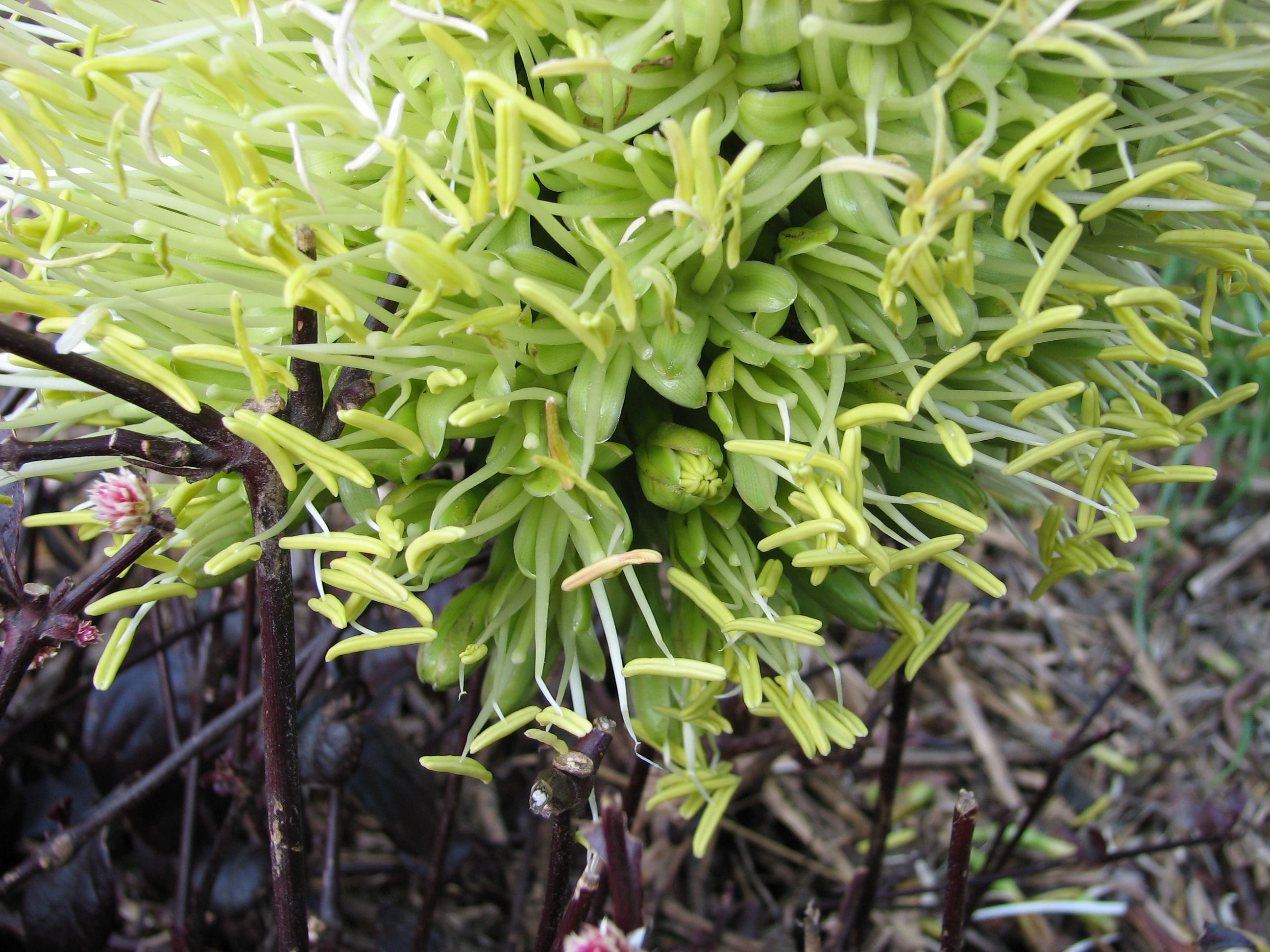
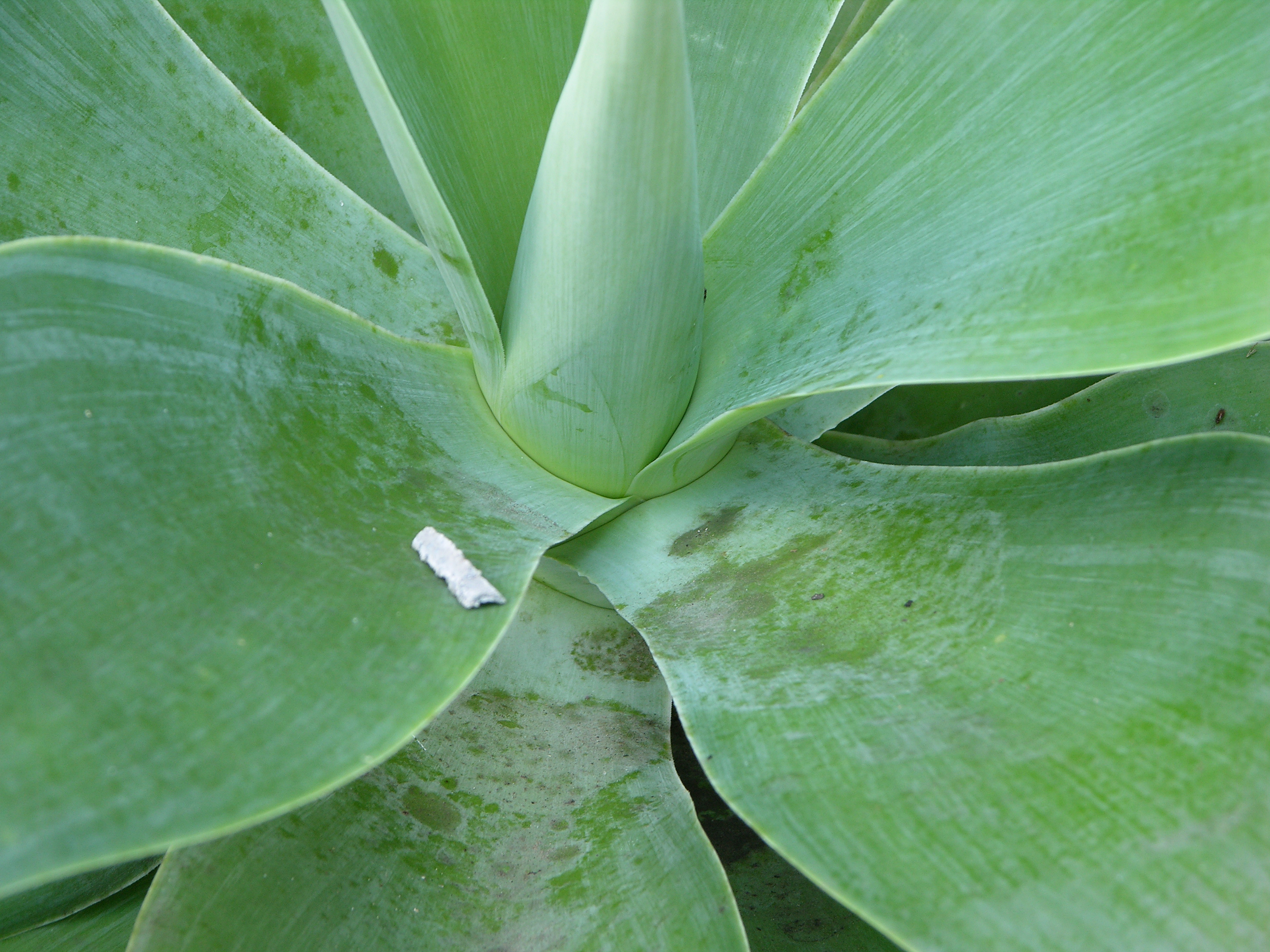